# Championnat de Nouvelle-Zélande de football 1977
Navigation
Saison précédente Saison suivante
La saison 1977 du Championnat de Nouvelle-Zélande de football est la 8e édition du championnat de première division en Nouvelle-Zélande. La NSL (National Soccer League) regroupe douze clubs du pays au sein d'une poule unique, où ils s'affrontent deux fois au cours de la saison, à domicile et à l'extérieur. À la fin de la compétition, les trois derniers du classement sont relégués et remplacés par le champion de chacune des trois ligues régionales.
C'est le North Shore United AFC qui remporte la compétition après avoir terminé en tête du classement final, avec un seul point d'avance sur Stop Out et quatre sur un duo composé de Christchurch United AFC et d'un des promus, Hamilton United AFC. C'est le tout premier titre de champion de Nouvelle-Zélande de l'histoire du club.

## Les clubs participants
| - Blockhouse Bay - Christchurch United AFC - Eastern Suburbs AFC - Stop Out - North Shore United AFC - Hamilton United AFC - Promu de D2 | - Dunedin City - Promu de D2 - New Brighton AFC - Mount Wellington AFC - Wellington Diamond United - Caversham AFC - Nelson United AFC - Promu de D2 |

## Compétition

### Classement
Le barème utilisé pour établir le classement est le suivant :
- Victoire : 2 points
- Match nul : 1 point
- Défaite : 0 point

| Rang | Équipe                        | Pts | J  | G  | N | P  | Bp | Bc | Diff |
| ---- | ----------------------------- | --- | -- | -- | - | -- | -- | -- | ---- |
| 1    | North Shore United AFC        | 31  | 22 | 14 | 3 | 5  | 37 | 25 | +12  |
| 2    | Stop Out                      | 30  | 22 | 11 | 8 | 3  | 40 | 28 | +12  |
| 3    | Christchurch United AFC       | 27  | 22 | 9  | 9 | 4  | 32 | 17 | +15  |
| 4    | Hamilton United AFC (P)       | 27  | 22 | 9  | 9 | 4  | 41 | 22 | +19  |
| 5    | Wellington Diamond United (T) | 23  | 22 | 8  | 7 | 7  | 41 | 31 | +10  |
| 6    | Mount Wellington AFC          | 23  | 22 | 8  | 7 | 7  | 27 | 21 | +6   |
| 7    | Nelson United (C) (P)         | 21  | 22 | 6  | 9 | 7  | 22 | 29 | -7   |
| 8    | Blockhouse Bay                | 21  | 22 | 7  | 7 | 8  | 23 | 33 | -10  |
| 9    | Eastern Suburbs AFC           | 17  | 22 | 6  | 5 | 11 | 31 | 36 | -5   |
| 10   | New Brighton AFC              | 17  | 22 | 5  | 7 | 10 | 24 | 36 | -12  |
| 11   | Dunedin City (P)              | 17  | 22 | 5  | 7 | 10 | 19 | 30 | -11  |
| 12   | Caversham AFC (P)             | 10  | 22 | 3  | 4 | 15 | 14 | 43 | -29  |

|  | Champion de Nouvelle-Zélande 1977                                                       |
|  | Relégation directe en deuxième division                                                 |
|  | (T) : Tenant du titre (C) : Vainqueur de la Coupe de Nouvelle-Zélande (P) : Promu de D2 |

## Bilan de la saison
| Championnat de Nouvelle-Zélande de football 1977                             |                                    |
| Champion                                                                     | North Shore United AFC (1er titre) |
| Coupes et trophées                                                           |                                    |
| Vainqueur de la Coupe de Nouvelle-Zélande 1977                               | Nelson United                      |
| Promotions et relégations                                                    |                                    |
| Promus en Championnat de Nouvelle-Zélande de football                        | Woolston WMC                       |
| Promus en Championnat de Nouvelle-Zélande de football                        | Waterside Karori AFC               |
| Promus en Championnat de Nouvelle-Zélande de football                        | Courier Rangers                    |
| Relégués en Championnat de Nouvelle-Zélande de football de deuxième division | New Brighton AFC                   |
| Relégués en Championnat de Nouvelle-Zélande de football de deuxième division | Dunedin City                       |
| Relégués en Championnat de Nouvelle-Zélande de football de deuxième division | Caversham AFC                      |